# 구묘지역 (요코하마 시 교통국)
구묘지역(일본어: 弘明寺駅, ぐみょうじえき)은 일본 가나가와현 요코하마시 미나미구에 있는 철도역이다. 역 번호는 B12이다.
1968년에 폐지된, 요코하마 시 전차의 히로아키절 전차 정류장과 같은 장소에 있다.

## 타는 곳
| 1 | ■ 블루 라인 | 가미오오카・도쓰카・쇼난다이 방면                        |
| 2 | ■ 블루 라인 | 간나이・요코하마・신요코하마・센터 미나미・아자미노 방면 |

## 이용 현황
- 1일 평균 승차 인원
  - 2008년: 8,481명
  - 2009년: 9,323명
  - 2010년: 9,405명
  - 2011년: 9,345명

## 역세권 정보
- 구묘지 상점가
- 구묘지
- 방송대학 가나가와 학습 센터
- 가나가와 현 미나미 경찰서
- 가나가와 현도 21호선
- 구묘지 역 - 게이힌 급행 전철 본선

## 역사
- 1972년 12월 16일: 영업 개시.
- 2007년 6월 23일: 스크린도어 사용 개시.

## 사진

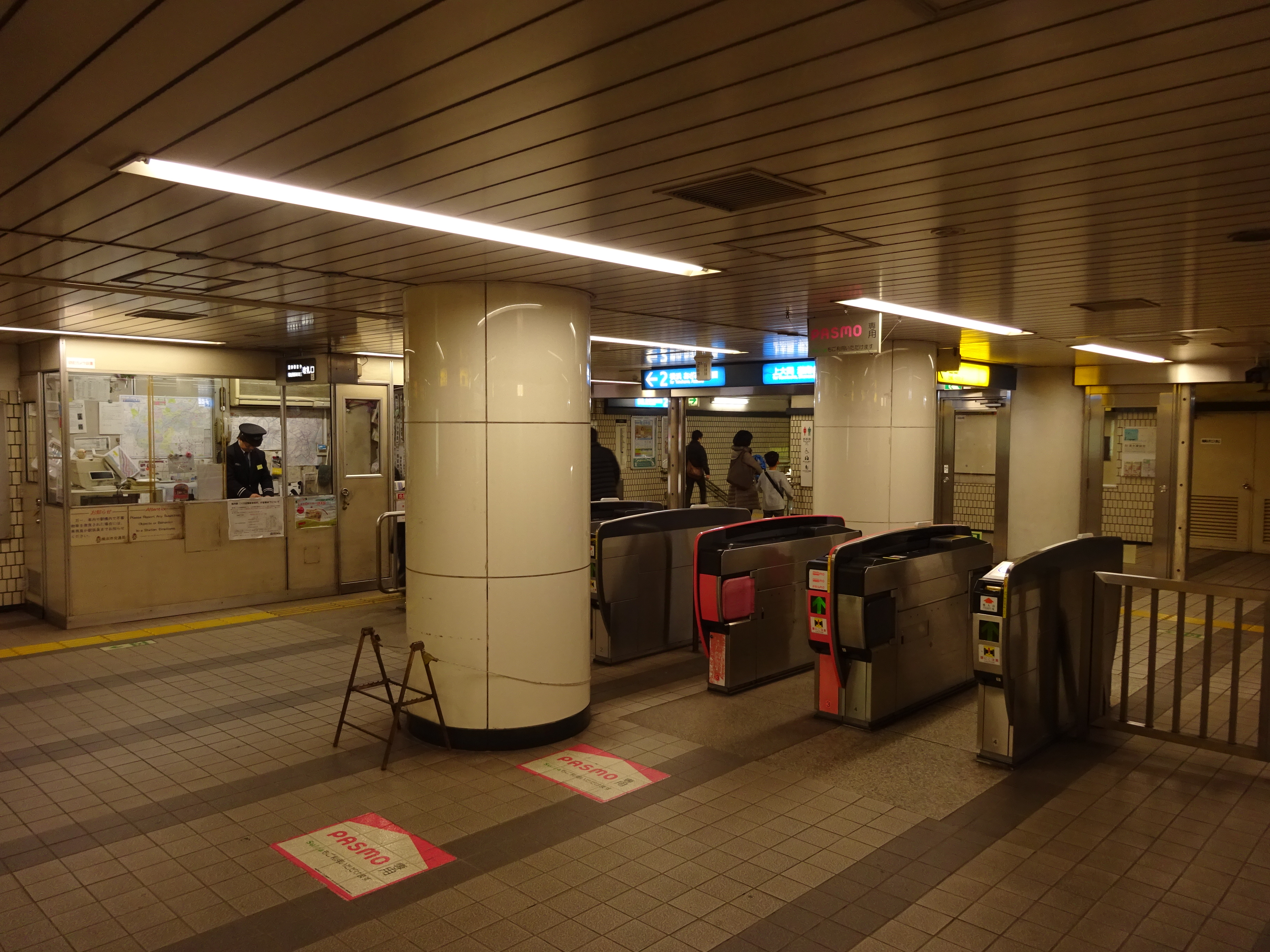
개찰구

## 역명의 유래
1914년에 개업하여, 1968년에 폐지된, 요코하마 시 전차의 히로아키절 전차 정류장에서 유래한다.

## 인접역
| 요코하마 시 교통국 ■ 지하철 1호선(블루 라인) | 요코하마 시 교통국 ■ 지하철 1호선(블루 라인) | 요코하마 시 교통국 ■ 지하철 1호선(블루 라인) |
| -------------------------------------------- | -------------------------------------------- | -------------------------------------------- |
| B11 가미오오카 쇼난다이 방면                 |                                              | 마이타 B13 아자미노 방면                     |